# Държавно устройство на Перу
Перу е президентска република.

## Президент
Президента на Перу е държавен глава, избиран за срок от 5 години.

## Законодателна власт
Парламента на Перу е еднокамарен, състои се от 130 депутати, избирани за срок от 5 години.